# آلین مک‌ماهون
آلین مک‌ماهون (انگلیسی: Aline MacMahon؛ ۳ مهٔ ۱۸۹۹ – ۱۲ اکتبر ۱۹۹۱) بازیگر اهل ایالات متحده آمریکا بود. وی بین سال‌های ۱۹۲۱ تا ۱۹۷۵ میلادی فعالیت می‌کرد.
از فیلم‌ها یا برنامه‌های تلویزیونی که وی در آن نقش داشته است می‌توان به ازدواج آخر هفته و پایان پنج ستاره اشاره کرد.